# Plerneuf
Plerneuf [plɛʁnœf] (Pllerneu en gallo, Plerneg en breton) est une commune française située dans le département des Côtes-d'Armor, en région Bretagne.
Ses habitants s'appellent les Plerneucois.

## Géographie
| Plélo    |          | Trémuson    |
|          | Plerneuf | La Méaugon  |
| Plouvara |          | Saint-Donan |

### Hydrographie
Pour un article plus général, voir Réseau hydrographique des Côtes-d'Armor.
La commune est située dans le bassin Loire-Bretagne. Elle est drainée par l'Ic, la Salle, le Gourgou, le Merlet et le ruisseau de Gourgou,,.
L'Ic, d'une longueur de 17 km, prend sa source dans la commune de Plouvara et se jette  dans la Manche à Binic-Étables-sur-Mer, après avoir traversé sept communes. 

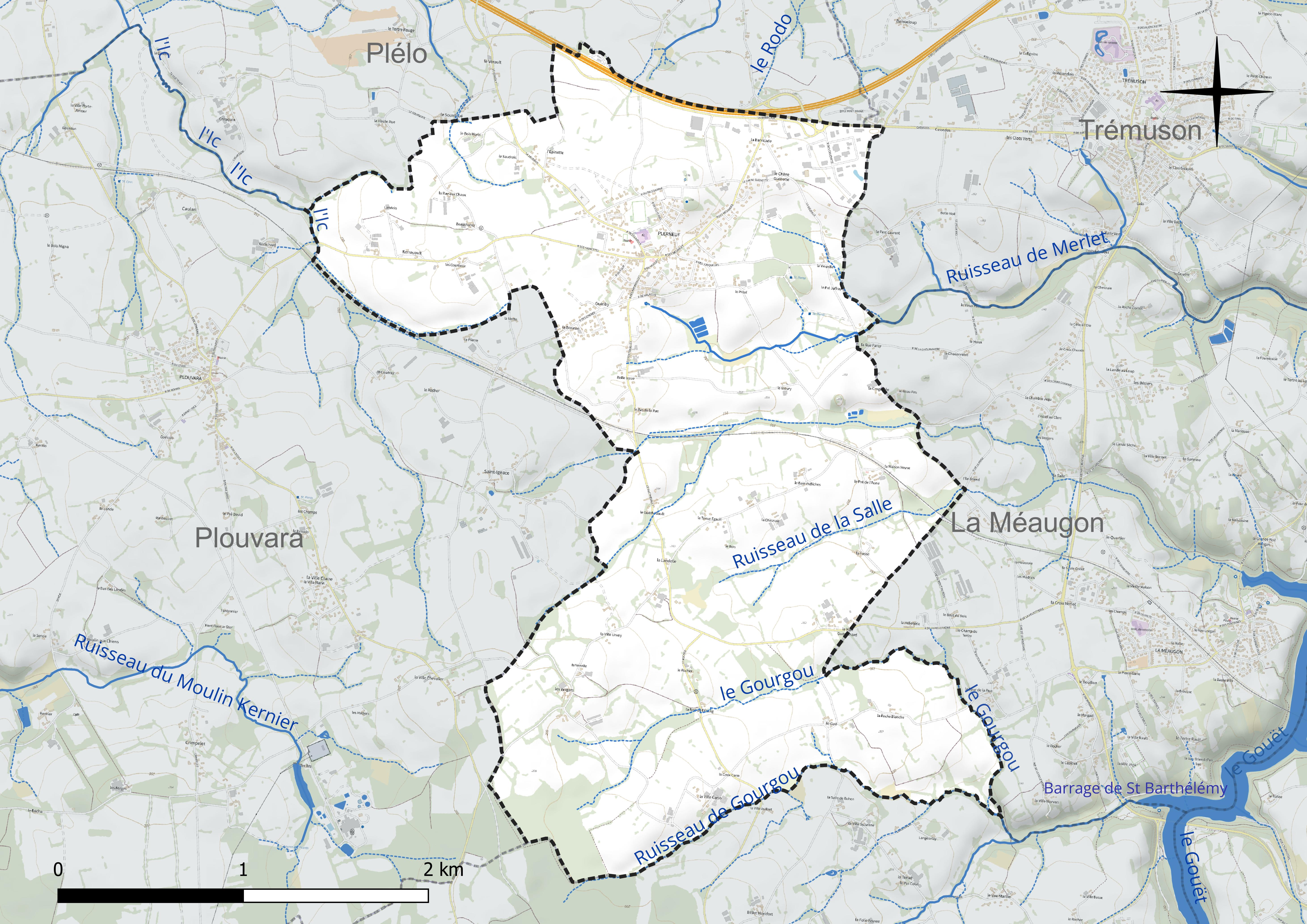
Réseau hydrographique de Plerneuf.

### Climat
Pour des articles plus généraux, voir Climat de la Bretagne et Climat des Côtes-d'Armor.
En 2010, le climat de la commune est de type climat océanique franc, selon une étude du CNRS s'appuyant sur une série de données couvrant la période 1971-2000. En 2020, Météo-France publie une typologie des climats de la France métropolitaine dans laquelle la commune est exposée à un climat océanique et est dans la région climatique  Finistère nord, caractérisée par une pluviométrie élevée, des températures douces en hiver (6 °C), fraîches en été et des vents forts. Parallèlement l'observatoire de l'environnement en Bretagne publie en 2020 un zonage climatique de la région Bretagne, s'appuyant sur des données de Météo-France de 2009. La commune est, selon ce zonage, dans la zone « Intérieur  », exposée à un climat médian, à dominante océanique.  
Pour la période 1971-2000, la température annuelle moyenne est de 10,9 °C, avec  une amplitude thermique annuelle de 11,4 °C. Le cumul annuel moyen de précipitations est de 847 mm, avec 13,4 jours de précipitations en janvier et 7,1 jours en juillet. Pour la période 1991-2020, la température moyenne annuelle observée sur la station météorologique la plus proche, située sur la commune de Trémuson à 3 km à vol d'oiseau, est de 11,4 °C et le cumul annuel moyen de précipitations est de 757,3 mm,. Pour l'avenir, les paramètres climatiques de la commune estimés pour 2050 selon différents scénarios d’émission de gaz à effet de serre sont consultables sur un site dédié publié par Météo-France en novembre 2022.

## Urbanisme

### Typologie
Au 1er janvier 2024, Plerneuf est catégorisée bourg rural, selon la nouvelle grille communale de densité à 7 niveaux définie par l'Insee en 2022.
Elle appartient à l'unité urbaine de Saint-Brieuc, une agglomération intra-départementale dont elle est une commune de la banlieue,. Par ailleurs la commune fait partie de l'aire d'attraction de Saint-Brieuc, dont elle est une commune de la couronne,. Cette aire, qui regroupe 51 communes, est catégorisée dans les aires de 200 000 à moins de 700 000 habitants,.

### Occupation des sols
L'occupation des sols de la commune, telle qu'elle ressort de la base de données européenne d’occupation biophysique des sols Corine Land Cover (CLC), est marquée par l'importance des territoires agricoles (88,1 % en 2018), en diminution par rapport à 1990 (92,1 %). La répartition détaillée en 2018 est la suivante : 
zones agricoles hétérogènes (56,4 %), terres arables (31,6 %), zones urbanisées (8,5 %), forêts (1,9 %), zones industrielles ou commerciales et réseaux de communication (1,5 %). L'évolution de l’occupation des sols de la commune et de ses infrastructures peut être observée sur les différentes représentations cartographiques du territoire : la carte de Cassini (XVIIIe siècle), la carte d'état-major (1820-1866) et les cartes ou photos aériennes de l'IGN pour la période actuelle (1950 à aujourd'hui).

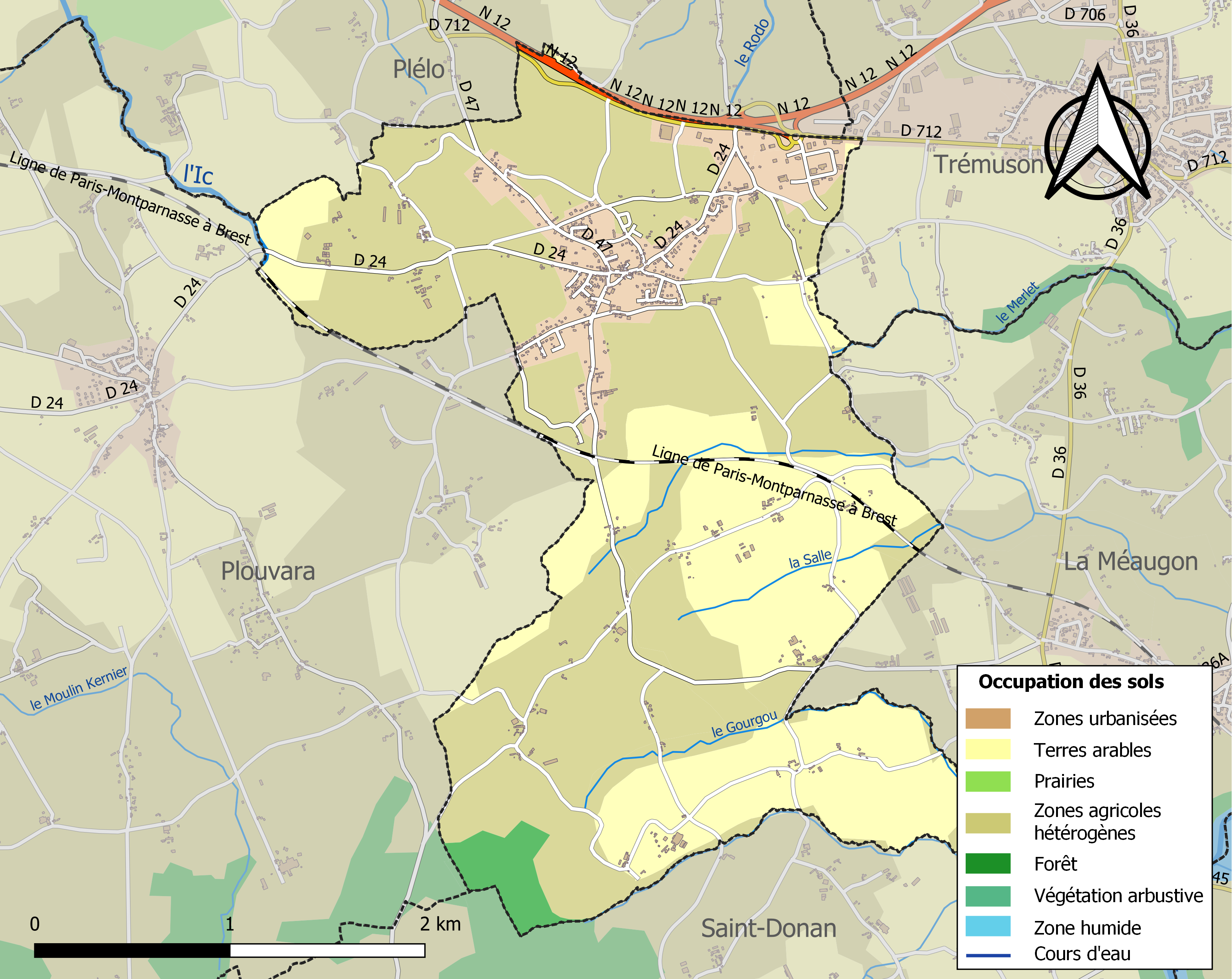
Carte des infrastructures et de l'occupation des sols de la commune en 2018 (CLC).

## Toponymie
Le nom de la localité est attesté sous les formes Ploharnoc en 1233, Ploernec en 1337, 1416 et en 1418, Plerneuc en 1427, Ploerneuc en 1480, Ploernuc en 1490, Pleerneuc en 1516, Plerneuc en 1543 et en 1546, Ploueneuc en 1569, Plerneuf en 1679.
Plerneg en breton et Pierneu en gallo.
Plerneuf vient de l'ancien breton ploe (paroisse) et de Saint-Hernec.

## Histoire

### Période néolithique
De nombreux vestiges, aujourd’hui malheureusement disparus, permettent de faire remonter l’habitat à la période préceltique :
- le menhir de la pierre blanche : renversé en 1822, haut de 7 m, près de la Croix de Beauchamp ;
- une allée couverte qui conservait trois supports appuyés sur quatre montants d’un côté et trois de l’autre située dans le champ de Keruault ou Kernaut (une des plus belles roches aux fées de Bretagne selon M. Jollivet) ;
- une autre allée couverte dans le champ des Rochers ; deux tables supportées par 3 grosses pierres placées perpendiculairement ;
- un dolmen en ruine auprès de cette allée couverte ;
- un tumulus en limite de Saint-Donan ;
- un cromlech (cercle de pierres), non situé ? ;
- un menhir appelé pierre longue à la Landelle ;
- des vestiges gallo-romains à Belle-Issue ;
- une motte castrale ou féodale (du haut Moyen Âge) à la Ville Cario.

### Antiquité
Une voie romaine qui reliait Yffiniac et Guingamp passait à Ploufragan, puis au Four de la Rue, le champ du Tertre, la Hélioterie sur la commune de La Méaugon, le Guéthébault, le bas de la rue et la croix de Belle-Issue sur la commune de Plerneuf, et se dirigeait vers la Ville Chevalier sur Plouvara. (On peut en emprunter une partie en marchant sur le sentier de randonnée qui fait le tour de Plerneuf).
Au Ve et VIe siècles, les Bretons quittèrent la Grande-Bretagne, fuyant les Anglo-Saxons qui envahissaient leur pays. Parmi eux, Erneuc, qui fonda Plerneuf.
Plerneuf est une ancienne paroisse primitive qui englobait à sa fondation les territoires de Tré muson et Lann Méaugon.  Le plou de Plerneuf (paroisse) qui englobe les Tre (hameaux importants des paroisses) et les Lann (subdivisions autour d’un ermitage).
Sous l’ancien régime, Plerneuf appartenait à l’archidiaconé du Goëlo, à l’évêché de Saint-Brieuc et au comté du Goëlo.

### Période moderne
En 1790, Plerneuf fait partie du canton de Plouvara avec Saint-Donan, Cohiniac et La Méaugon. La commune comptait 818 habitants. C’est le dimanche 26 août 1792, lors d’une Assemblée cantonale à l’église de Plouvara que l’on trouve le nom de Thomas Tréhen, un des premiers élus de Plerneuf. Un président pour le canton, un agent et un adjoint par commune étaient élus, ils remettaient leur mandat en jeu périodiquement. Thomas Tréhen et Pierre Guyot en l’an IV, Thomas Tréhen et Pierre Courtel en l’an VI. Ils remplissaient les fonctions d’officiers d’état civil.
Pour pouvoir voter, il fallait être âgé de 25 ans au moins et payer l’impôt.

#### La Révolution
Bastion républicain au cœur d’une région largement favorable aux Chouans, Plerneuf, subit à de nombreuses reprises les assauts de ceux que l’on nommait « les brigands ». À cette époque, Plerneuf était un point stratégique dans le canton et un télégraphe optique, inventé par Claude Chappe, fut construit à l’emplacement de l’actuel château d’eau. Il correspondait avec celui de l’église Saint-Michel à Saint-Brieuc et avec celui de Lanrodec. De son altitude de 190 mètres, on pouvait voir, dit-on, les clochers de 40 paroisses. On peut affirmer en tout cas qu’on distinguait parfaitement les feux des phares de Bréhat et du Cap Fréhel.
Le 9 frimaire de l’an VII, (29 novembre 1798), à la suite des nombreuses attaques des Chouans ; Apollinaire Hillion, alors Président de l'administration cantonale, demande l’organisation d’une garde nationale sédentaire pour le télégraphe ; le 13 floréal de l’an VII (2 mai 1799), il fut décidé de le faire garder par une patrouille de 5 hommes. Les attaques augmentant, la municipalité de canton décida la fortification de la garde ; construction de barricades, puis réquisition de 53 hommes ; Plerneuf en fournit 6. Rémunérés grâce à une imposition extraordinaire sur les 20 plus grosses fortunes du canton. Puis Plélo, riverain du canton, fut sollicité pour 15 hommes et pour moitié aux frais de défense. Plélo devait aussi fournir draps, couvertures, paillasses, paille et oreillers, les lits et autres fournitures étaient à la charge du canton. Les soldats réquisitionnés se rendaient au presbytère de Plerneuf où ils recevaient les consignes, ceux qui ne se présentaient pas avaient une amende de 3 francs qui était partagée entre ceux qui étaient présents.
Vers 1800, la troupe fut réduite de moitié, puis le télégraphe fut démoli en 1854. Un télégraphe du même type, entièrement rénové, existe à Saint-Marcan, non loin du Mont Saint-Michel.
À cette époque, il y avait beaucoup d’affaires judiciaires, et chaque canton élisait un juge de paix par canton avec 4 assesseurs par commune ; en l’an IV, pour Plerneuf, ce fut Mr Méléard, Pierre Le Moulnier, Jean Guyot et Jacques Pédron. Les audiences avaient lieu alternativement à Plouvara et à Saint-Donan pour ménager les susceptibilités entre ces 2 communes. On avait installé une maison d'arrêt à La Cave au-dessous de la salle du presbytère de Saint-Donan.
Au temps de la Révolution, Plerneuf est une commune de paysans qui récoltent l’avoine que l’on exporte. On y fabrique également du cidre. En 1846, la population est de 928 habitants. À partir de cette date, la population diminue considérablement, 426 habitants en 1968 !

### Le XIXe siècle
La construction de la voie ferrée Paris-Brest, qui scinde la commune en 2 parties, fut décidée en 1859 et la ligne qui mène à Guingamp fut ouverte en 1863. À l’occasion du creusement de la grande tranchée du chemin de fer,
une grosse quantité de minerai de galène argentifère fut découverte sur le remblai. Il fut alors décidé de forer un puits et on reprit l’exploitation des mines, dont la veine argentifère principale venait de Trémuson. L’électricité fut installée en 1936, et en 1954, Mr François Rivolet, maire, va créer le syndicat des eaux avec Plouvara, puis Trémuson va les rejoindre en 1962 puis La Méaugon et Saint-Donan en 1968.

### LeXXesiècle

#### Les guerres duXXesiècle
Le monument aux morts porte les noms de 27 soldats morts pour la Patrie :
- 24 sont morts durant la Première Guerre mondiale ;
- 3 sont morts durant la Seconde Guerre mondiale.

### La période contemporaine
Les travaux de la RN 12, qui permet à la commune d’être facilement accessible, ont débuté en 1968 et se sont terminés 20 ans après.
Aujourd’hui la population est de 1 050 habitants.

## Histoire linguistique
En 1843, dans son Dictionnaire géographique et historique de la province de Bretagne, Jean Ogée explique qu'on parle français et breton.

## Politique et administration
| Période                                  | Période                     | Identité                        | Étiquette | Qualité                                                        |
| ---------------------------------------- | --------------------------- | ------------------------------- | --------- | -------------------------------------------------------------- |
| Les données manquantes sont à compléter. |                             |                                 |           |                                                                |
| ?                                        | 20 mai 1902                 | Yves Garel                      |           |                                                                |
| 20 mai 1902                              | 24 juin 1902                | Jean Le Cardinal                |           | Premier adjoint faisant office de maire                        |
| 24 juin 1902                             | 20 mai 1907                 | Jean Marie Boqueho              |           |                                                                |
| 20 mai 1902                              | 10 juillet 1907             | François Pédron                 |           | Premier adjoint faisant office de maire                        |
| 10 juillet 1907                          | 17 mai 1908                 | François Pédron                 |           |                                                                |
| 22 décembre 1908                         | 19 mai 1912                 | Louis Boqueho                   |           |                                                                |
| 19 mai 1912                              | 19 mai 1935                 | Pierre Le Doré                  |           |                                                                |
| 19 mai 1935                              | 26 octobre 1947             | Pierre Le Roux                  |           |                                                                |
| 26 octobre 1947                          | mars 1977                   | François Rivolet (1902-1977)    |           | Cultivateur, maire honoraire                                   |
| mars 1977                                | 30 janvier 1980 (démission) | Auguste Le Pourhiet (1929-2022) |           | Agriculteur                                                    |
| 14 mars 1980                             | mars 1983                   | Alphonse Pédron (1923-2013)     |           | Agriculteur                                                    |
| mars 1983                                | mars 1989                   | Robert Gainche                  | PS        |                                                                |
| mars 1989                                | 4 juillet 1997 (décès)      | Gilbert Hamonou (1948-1997)     |           | Employé de la MSA Premier adjoint au maire (1983 → 1989)       |
| 30 juillet 1997                          | 16 mars 2001                | Hervé Quéré (1939-2012)         |           | Retraité des transports Premier adjoint au maire (1995 → 1997) |
| 16 mars 2001                             | 23 mai 2020                 | Jean-Pierre Martin (1954-2020)  | DVG       | Formateur Premier adjoint au maire (1997 → 2001)               |
| 23 mai 2020                              | En cours                    | Philippe Le Méhauté             |           | Agriculteur retraité                                           |

## Démographie
L'évolution du nombre d'habitants est connue à travers les recensements de la population effectués dans la commune depuis 1793. Pour les communes de moins de 10 000 habitants, une enquête de recensement portant sur toute la population est réalisée tous les cinq ans, les populations de référence des années intermédiaires étant quant à elles estimées par interpolation ou extrapolation. Pour la commune, le premier recensement exhaustif entrant dans le cadre du nouveau dispositif a été réalisé en 2007.

En 2022, la commune comptait 1 119 habitants, en évolution de +6,98 % par rapport à 2016 (Côtes-d'Armor : +1,78 %, France hors Mayotte : +2,11 %).
| 1793 | 1800 | 1806 | 1821 | 1831 | 1836 | 1841 | 1846 | 1851 |
| ---- | ---- | ---- | ---- | ---- | ---- | ---- | ---- | ---- |
| 818  | 829  | 816  | 992  | 977  | 979  | 925  | 927  | 894  |

| 1856 | 1861 | 1866 | 1872 | 1876 | 1881 | 1886 | 1891 | 1896 |
| ---- | ---- | ---- | ---- | ---- | ---- | ---- | ---- | ---- |
| 861  | 955  | 922  | 819  | 794  | 773  | 693  | 689  | 673  |

| 1901 | 1906 | 1911 | 1921 | 1926 | 1931 | 1936 | 1946 | 1954 |
| ---- | ---- | ---- | ---- | ---- | ---- | ---- | ---- | ---- |
| 677  | 690  | 604  | 546  | 550  | 532  | 509  | 468  | 470  |

| 1962 | 1968 | 1975 | 1982 | 1990 | 1999 | 2006  | 2007  | 2012  |
| ---- | ---- | ---- | ---- | ---- | ---- | ----- | ----- | ----- |
| 446  | 425  | 545  | 755  | 844  | 886  | 1 002 | 1 019 | 1 002 |

| 2017  | 2022  | - | - | - | - | - | - | - |
| ----- | ----- | - | - | - | - | - | - | - |
| 1 053 | 1 119 | - | - | - | - | - | - | - |

## Lieux et monuments
- L'église Saint-Pierre-et-Saint-Paul.